# Pentapodus emeryii
Pentapodus emeryii là một loài cá biển thuộc chi Pentapodus trong họ Cá lượng. Loài cá này được mô tả lần đầu tiên vào năm 1843.

## Từ nguyên
Từ định danh emeryii được đặt theo tên của James Barker Emery, họa sĩ và là Đệ nhất Trung úy trên tàu Beagle trong cuộc khảo sát bờ biển Úc năm 1837–1841. Bên cạnh đó, ông còn là nhà tự nhiên học nghiệp dư, là người đã vẽ minh họa cho nhiều loài, bao gồm cả loài này.

## Phân bố và môi trường sống
P. emeryii có phân bố tập trung ở khu vực Tam giác San Hô (trừ quần đảo Solomon), giới hạn phía nam đến bờ bắc Tây Úc, phía tây đến đảo Java và Borneo. Ở Việt Nam, P. emeryii được ghi nhận tại cù lao Câu và một số ám tiêu ngoài khơi Bình Thuận.
P. emeryii sống trong đầm phá và trên rạn viền bờ ở độ sâu đến 35 m.

## Mô tả
Chiều dài cơ thể lớn nhất được ghi nhận ở P. emeryii là 35 cm, nhưng thường thấy ở khoảng 18 cm. Nửa thân trên sẫm màu xanh lam, nửa dưới trắng. Một sọc vàng tươi dọc hai bên lườn, từ chóp mõm băng qua mắt kéo dài đến giữa vây đuôi, sọc vàng tương tự mảnh hơn từ sau mắt ngược lên lưng. Vây đuôi lõm, hai thùy dài có màu xanh tím. Cá con có thân xanh thẫm, các sọc vàng dày hơn.
Số gai vây lưng: 10; Số tia vây lưng: 9; Số gai vây hậu môn: 3; Số tia vây hậu môn: 7; Số gai vây bụng: 1; Số tia vây bụng: 5.

## Sinh thái

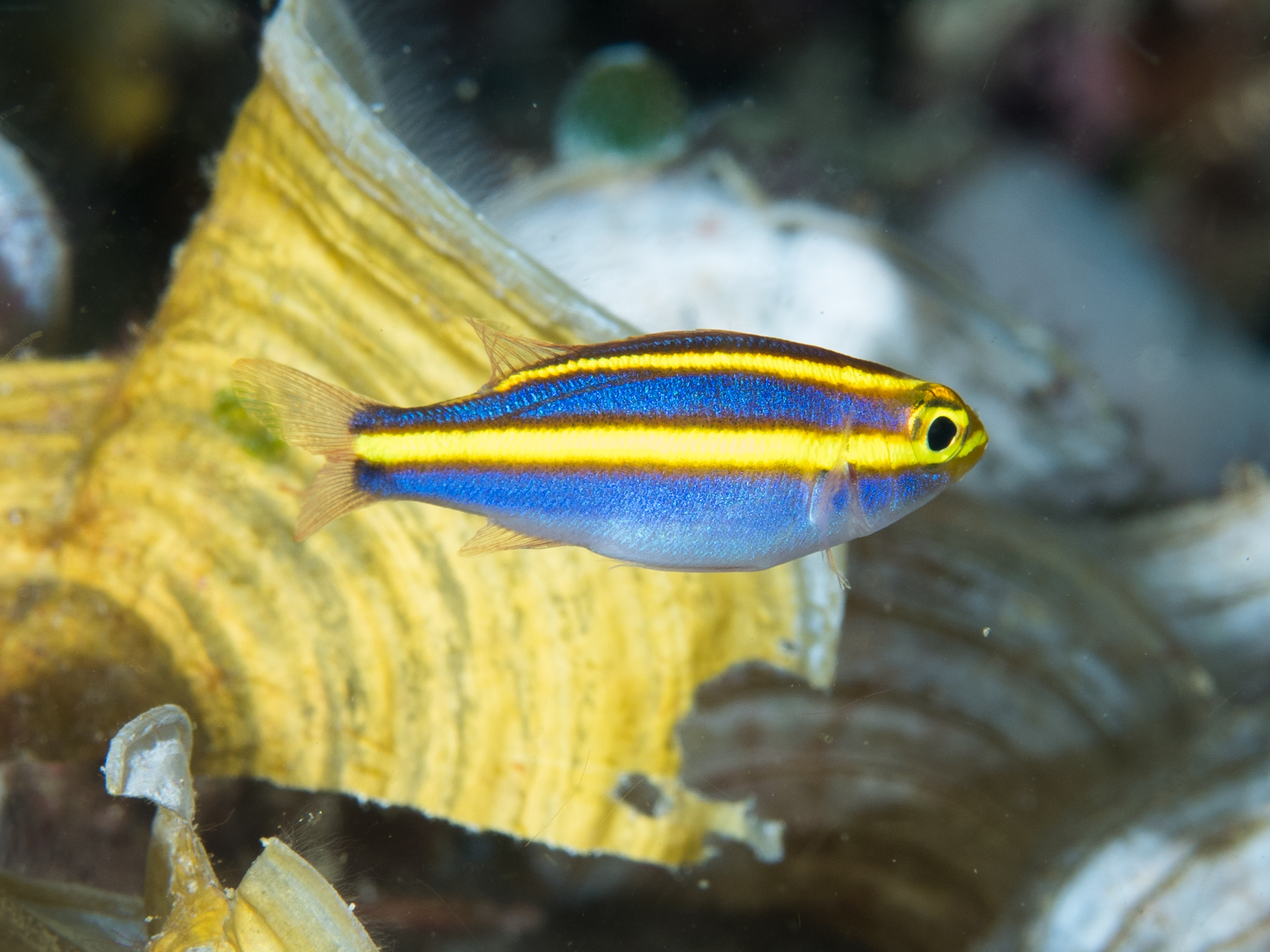
Cá con

P. emeryii ăn các loài thủy sinh không xương sống như giáp xác, ngành Sá sùng, sao biển đuôi rắn và cá nhỏ hơn. Chúng thường sống thành từng nhóm nhỏ.

## Sử dụng
P. emeryii chủ yếu được đánh bắt thủ công, được bán với số lượng nhỏ tại các chợ cá địa phương.